# Westermann (Familienname)
Westermann ist ein deutschsprachiger Familienname.

## Namensträger

### A
- Angelika Westermann (* 1945), deutsche Historikerin
- Antoine Westermann (* 1946), französischer Koch
- Antje Westermann (* 1971), deutsche Schauspielerin
- Anton Westermann (1806–1869), deutscher Hellenist
- Arnim Westermann (1938–2019), deutscher Psychologe, Psychotherapeut und Autor
- Askan Westermann (1868–1947), deutscher Historiker und Professor in Heidelberg

### B
- Bernhard Westermann (1814–1889), deutsch-amerikanischer Verleger
- Brand Westermann (1646–1716), Baumeister

### C
- Caspar Westermann (1622–1688), deutscher Jurist und Hamburger Senator
- Christine Westermann (* 1948), deutsche Radio- und Fernsehmoderatorin
- Claus Westermann (1909–2000), deutscher evangelischer Theologe
- Curt Westermann (1878–1961), deutscher Theaterschauspieler

### D
- Diedrich Herrmann Westermann (1875–1956), deutscher Afrikanist

### E
- Ekkehard Westermann (1940–2015), deutscher Wirtschaftshistoriker
- Elisabeth Westermann-Pfähler (1884–1942), deutsche Bildhauerin
- Everhard Westermann (1905–1973), deutscher Verleger

### F
- François-Joseph Westermann (1751–1794), General der franz. Revolution
- Friedrich Westermann (Landrat) (1792–1878), preußischer Landrat und Bürgermeister
- Friedrich Westermann (1840–1907), deutscher Verleger
- Fritz Westermann (1893–1973), saarländischer Gewerkschafter und Politiker (SPS)

### G
- Georg Westermann (Verleger) (1869–1945), deutscher Verleger
- Georg Heinrich Westermann (auch Georg Henrich Westermann; 1752–1796), deutscher Prediger und Pädagoge

- George Westermann (geb. Georg Westermann; 1810–1879), deutscher Verleger
- Gerd Westermann (1927–2014), deutscher Paläontologe
- Gertrud Westermann (1908–1995), deutsche Lehrerin und Historikerin

### H
- Hannes Westermann (1912–1989), deutscher Architekt
- Hans Westermann (1890–1935), deutscher Politiker (KPD) und Widerstandskämpfer
- Hans Westermann (Bibliothekar) (1929–2000), dänischer Bibliothekar
- Hans Herbert Westermann (1925–2011), deutscher Fernsehjournalist
- Harm Peter Westermann (* 1938), deutscher Jurist
- Harry Westermann (1909–1986), deutscher Jurist
- Heiko Westermann (* 1983), deutscher Fußballspieler
- Heinrich Westermann (1855–1925), deutscher Politiker (DVP), MdR
- Helmut Westermann (1895–1967), deutsch-baltischer Komponist
- Hiltrud Westermann-Angerhausen (* 1945), deutsche Kunsthistorikerin
- Horace Clifford Westermann (1922–1981), US-amerikanischer Bildhauer
- Hermann Westermann (Politiker) (1869–1959), deutscher Landwirt und Politiker (DDP, DVP, CDU)
- Hermann Westermann (Bischof) (1905–1985), deutscher Geistlicher, Bischof von Sambalpur

### J
- Joachim Westermann (1948–2018), deutscher Politiker (SPD)
- Johann Westermann (Theologe) (um 1490–1542), deutscher Theologe
- Johann Westermann (Dichter) (1741–1784), deutscher Lyriker
- Johann Fritz Westermann (1889–nach 1965), deutscher Maler
- Johann Heinrich Westermann (1678–1726), deutscher Baumeister und Architekt
- John Westermann (* 1952), US-amerikanischer Autor
- Julian Westermann (* 1991), deutscher Fußballspieler

### L
- Léo Westermann (* 1992), französischer Basketballspieler
- Levin Westermann (* 1980), deutscher Lyriker
- Liesel Westermann (* 1944), deutsche Leichtathletin

### M
- Monika Nienstedt-Westermann (* 1943), deutsche Psychologin und Psychotherapeutin

### P
- Paul Nieder-Westermann (1892–1957), deutscher Politiker (NSDAP), MdR

### R
- Rainer Westermann (* 1950), deutscher Professor für Psychologie
- Rolf Westermann (* 1961), deutscher Journalist
- Rüdiger Westermann (* 1966), deutscher Informatiker

### S
- Stefanie Westermann (* 1969), deutsche Badmintonspielerin

### U
- Uwe Westermann (* 1968), deutscher Fußballspieler

### V
- Volker Westermann (* 1973), deutscher Fernsehmoderator und Journalist

### W
- Wilhelm Westermann (Textilunternehmer) (1926–2012), deutscher Unternehmer und Mäzen
- William Linn Westermann (1873–1954), US-amerikanischer Althistoriker